# Campionato Tocantinense 2021
Il Campionato Tocantinense 2021 è stata la 29ª edizione della massima serie del campionato tocantinense. La stagione è iniziata il 21 febbraio 2021 ed è terminata il 30 dicembre successivo.

## Stagione

### Novità
Al termine della stagione 2020, sono retrocesse nella seconda divisione tocantinense Sparta e Atlético Cerrado. Dalla seconda divisione, invece, sono state promosse Gurupi e Tocantins de Miracema.

### Formato
Le otto squadre si affrontano dapprima in una prima fase a gironi, composta da un unico girone da otto squadre. Le prime quattro classificate di tale girone, accederanno alla fase finale che decreterà la vincitrice del campionato. Per questa edizione non sono previste retrocessioni.
La formazione vincitrice, potrà partecipare alla Série D 2022, alla Coppa del Brasile 2022 e alla Copa Verde 2022

## Risultati

### Prima fase
|  | Pos. | Squadra               | Pt | G | V | N | P | GF | GS | DR  |
|  | ---- | --------------------- | -- | - | - | - | - | -- | -- | --- |
|  | 1.   | Interporto            | 18 | 7 | 6 | 0 | 1 | 16 | 5  | +11 |
|  | 2.   | Tocantinópolis        | 13 | 7 | 4 | 1 | 2 | 15 | 5  | +10 |
|  | 3.   | Palmas                | 13 | 7 | 4 | 1 | 2 | 18 | 10 | +8  |
|  | 4.   | Araguacema            | 13 | 7 | 4 | 1 | 2 | 14 | 13 | +1  |
|  | 5.   | NC Paraíso            | 9  | 7 | 2 | 3 | 2 | 10 | 10 | 0   |
|  | 6.   | Tocantins de Miracema | 5  | 6 | 1 | 2 | 3 | 8  | 13 | -5  |
|  | 7.   | Capital-TO            | 3  | 7 | 0 | 3 | 4 | 3  | 10 | -7  |
|  | 8.   | Gurupi                | 1  | 6 | 0 | 1 | 5 | 4  | 22 | -18 |

Legenda:
      Ammessa alla fase finale.
Note:
Tre punti a vittoria, uno a pareggio, zero a sconfitta.

### Fase finale
|  | Semifinali | Semifinali       | Semifinali | Semifinali | Semifinali |  |  | Finale | Finale         | Finale | Finale | Finale |  |
|  |            |                  |            |            |            |  |  |        |                |        |        |        |  |
|  | 4          | Araguacema (dtr) | 1          | 0          | 1 (10)     |  |  |        |                |        |        |        |  |
|  | 1          | Interporto       | 1          | 0          | 1 (9)      |  |  | 4      | Araguacema     | 0      | 0      | 0      |  |
|  | 3          | Palmas           | 1          | 1          | 2          |  |  | 2      | Tocantinópolis | 1      | 1      | 2      |  |
|  | 2          | Tocantinópolis   | 2          | 3          | 5          |  |  |        |                |        |        |        |  |

## Classifica finale
|  | Pos. | Squadra               | Pt | G  | V | N | P | GF | GS | DR  |
|  | ---- | --------------------- | -- | -- | - | - | - | -- | -- | --- |
|  | 1.   | Tocantinópolis        | 25 | 11 | 8 | 1 | 2 | 22 | 7  | +15 |
|  | 2.   | Araguacema            | 15 | 11 | 4 | 3 | 4 | 15 | 16 | -2  |
|  | 3.   | Interporto            | 20 | 9  | 6 | 2 | 1 | 17 | 6  | +11 |
|  | 4.   | Palmas                | 13 | 9  | 2 | 3 | 4 | 20 | 15 | +5  |
|  | 5.   | NC Paraíso            | 9  | 7  | 2 | 3 | 2 | 10 | 10 | 0   |
|  | 6.   | Tocantins de Miracema | 5  | 6  | 1 | 2 | 3 | 8  | 13 | -5  |
|  | 7.   | Capital-TO            | 3  | 7  | 0 | 3 | 4 | 3  | 10 | -7  |
|  | 8.   | Gurupi                | 1  | 6  | 0 | 1 | 5 | 4  | 22 | -18 |

Legenda:

      Vincitore del Campionato Tocantinense 2021 e qualificato per la Coppa del Brasile 2022, il Campeonato Brasileiro Série D 2022 e la Copa Verde 2022.